# Allium schoenoprasum
Allium schoenoprasum, también conocido como cebollino, cebolla de hoja, cebolla china, ciboulette, chonacate, xonacatl (en el sur de México), cebolleta, cebollina (en Colombia), cebollín (en Venezuela) o cebolla aromática, y kucháy (en Filipinas), es una hierba de la familia de las aliáceas, de la que se utilizan solo las hojas picadas como hierba aromática. Su bulbo tiene un sabor muy similar al de la cebolla blanca o común pero es de menores dimensiones y no tiene uso alimenticio. Se diferencia de la cebolla de verdeo o china por ser de menor tamaño y su diferente uso culinario.

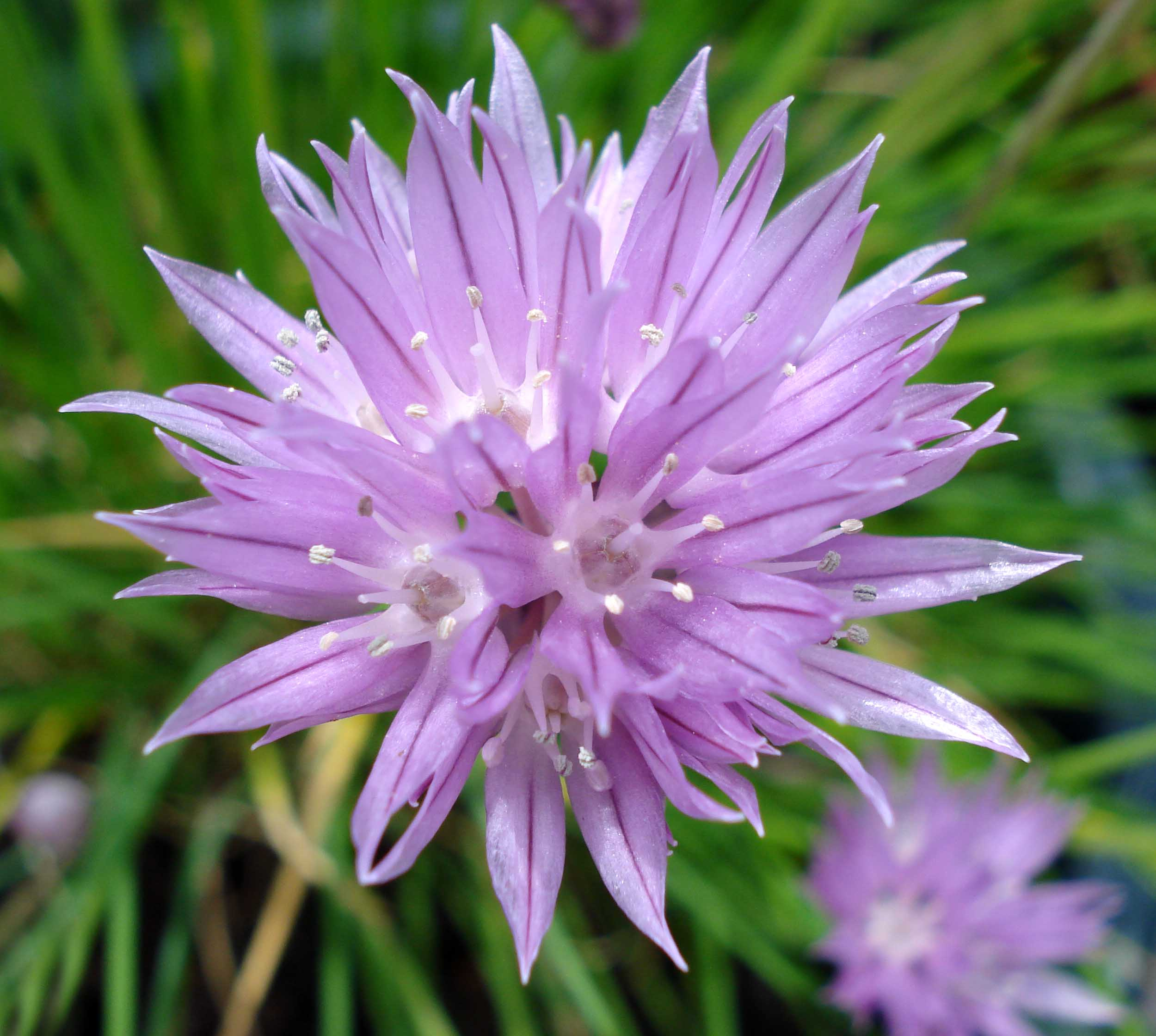
Flor

## Distribución
El cebollino es originario del Hemisferio Norte, las tierras que hoy forman parte de Canadá y Siberia. Se introdujo al resto de Europa como hierba de cocina y aromática, pero se ha naturalizado solo raramente. Donde crece en estado silvestre puede hallarse a la vera de los caminos o de las vías del ferrocarril; en esta forma puede encontrarse A. schoenoprasum var. sibiricum, una variedad más robusta y alta.

## Taxonomía
Allium schoenoprasum fue descrita por Carlos Linneo y publicado en Species Plantarum 1: 301. 1753.
Etimología
Allium: Nombre genérico muy antiguo. Las plantas de este género eran conocidos tanto por los romanos como por los griegos. Sin embargo, parece que el término tiene un origen celta y significa "quemar", en referencia al fuerte olor acre de la planta. Uno de los primeros en utilizar este nombre para fines botánicos fue el naturalista francés Joseph Pitton de Tournefort (1656-1708).
Schoenoprasum: Epíteto latino que significa "como el tallo del puerro".

### Sinonimia
NOTA: Los nombres que presentan enlaces son sinónimos en otras especies, esto da lugar a la desambiguación:
- Allium acutum
- Allium alpinum
- Allium broteri
- Allium broteroi
- Allium buhseanum
- Allium carneum
- Allium coloratum
- Allium foliosum
- Allium glaucum
- Allium gredense
- Allium idzuense
- Allium montanum
- Allium palustre
- Allium punctulatum
- Allium purpurascens
- Allium raddeanum
- Allium reflexum
- Allium riparium
- Allium schmitzii var. duriminium
- Allium schoenoprasum subsp. alpinum
- Allium schoenoprasum subsp. euschoenoprasum
- Allium schoenoprasum subsp. gredense
- Allium schoenoprasum subsp. latiorifolium
- Allium schoenoprasum subsp. pumilum
- Allium schoenoprasum subsp. riparium
- Allium schoenoprasum subsp. sibiricum
- Allium schoenoprasum var. albidum
- Allium schoenoprasum var. albiflorum
- Allium schoenoprasum var. alpinum
- Allium schoenoprasum var. alvarense
- Allium schoenoprasum var. brevispathum
- Allium schoenoprasum var. broteri
- Allium schoenoprasum var. broteroi
- Allium schoenoprasum var. buhseanum
- Allium schoenoprasum var. caespitans
- Allium schoenoprasum var. duriminium
- Allium schoenoprasum var. foliosum
- Allium schoenoprasum var. gredense
- Allium schoenoprasum var. idzuense
- Allium schoenoprasum var. latiorifolium
- Allium schoenoprasum var. laurentianum
- Allium schoenoprasum var. litorale
- Allium schoenoprasum var. lusitanicum
- Allium schoenoprasum var. pumilum
- Allium schoenoprasum var. riparium
- Allium schoenoprasum var. schoenoprasoides
- Allium schoenoprasum var. schoenoprasum
- Allium schoenoprasum var. sibiricum
- Allium schoenoprasum var. vulgare
- Allium scorodoprasum var. alvarense
- Allium sibiricum
- Allium sibiricum subsp. schoenoprasoides
- Allium sibiricum var. schoenoprasoides
- Allium tenuifolium
- Allium ubinicum
- Allium udinicum
- Ascalonicum schoenoprasum
- Cepa schoenoprasa
- Cepa tenuifolia
- Porrum schoenoprasum
- Porrum sibiricum
- Schoenissa rosea
- Schoenoprasum vulgare

### Vernáculo
- Castellano: ajete de ensalada italiana, ajo morisco, cebolleta, cebollino, cebollín, cebollino común, cebollino de ajo, cebollino francés, cebollino silvestre, cebolla china, puerro pequeño.[8]

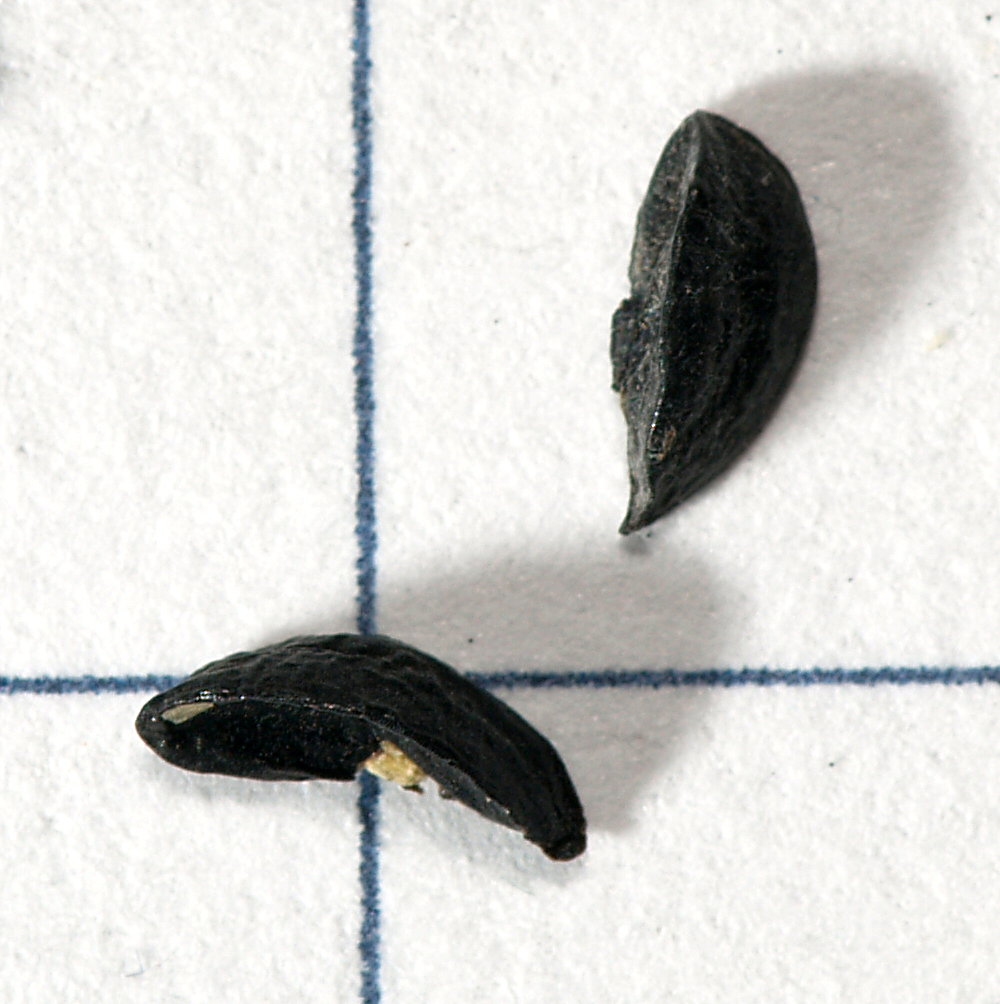
Semillas

## Cultivo
El cebollino prefiere ubicaciones soleadas y suelos húmedos, ligeramente arcillosos. Crece desde el nivel del mar hasta los 2500 m s. n. m. Es resistente a las heladas, y resulta poco afectado por las pestes y predadores animales, a los que repele la alicina.
Puede cultivarse a partir de semilla con facilidad, o por división del bulbo con las raíces después de su extracción. Se comercializan solo sus hojas a excepción de Panamá, norte de Argentina, Chile y Venezuela que, debido a la facilidad de producción, se consigue la planta completa. [cita requerida]

## Composición
El cebollino es rico en vitamina A, B y C (de la que contiene hasta 130,5 mg por 100 gramos de hierba fresca). Su aporte proteico y lipídico es escaso, de solo 27 kCal/100 g.
La alicina que contiene es un potente agente antibacteriano, y puede usarse tópicamente como desinfectante y fungicida, aunque resulta menos efectiva que el ajo y la cebolla por su inferior concentración.